# Zisterzienserinnenabtei Saint-Sigismond
Die Zisterzienserinnenabtei Saint-Sigismond  (auch: Saint-Bernard) war von 1127 bis 1774 ein Kloster der Zisterzienserinnen in Orthez, einer Stadt im Département Pyrénées-Atlantiques in Frankreich.

## Geschichte
1127 (nach anderen Quellen 1130) wurde vor den Toren von Orthez, nordwestlich Pau, unweit der Zisterzienserabtei Sauvelade im damaligen Bistum Lescar das Frauenkloster Saint-Sigismond (nach Sigismund von Burgund) gegründet. 1640 besiedelte es das Priorat Saint-Bernard in Lombez. 1774 wurde es in das damalige Ursulinenkloster einverleibt. Es sind keine baulichen Reste vorhanden, doch trägt in Orthez ein neues Stadtviertel den Namen Jardins de Saint Sigismond.